# Timàgenes de Milet
Timàgenes de Milet (en llatí Timagenes, en grec antic Τιμαγένης) fou un historiador i orador grec d'època no coneguda. Va escriure una obra sobre Heraclea del Pont i els seus personatges distingits (en cinc llibres) i també algunes cartes. És citat per Plutarc i per Ammià Marcel·lí.